# Barrancos de Gebas
Los barrancos de Gebas son un paisaje protegido de la Región de Murcia (España), formado por badlands, 
con 2271 hectáreas de superficie, repartida entre los municipios de Alhama de Murcia y Librilla.

## Características
Se trata de una formación de badlands compuesta por cárcavas, cañones y barrancos, lo que le proporciona un aspecto espectacular que recuerda a un paisaje lunar.  
Su mayor interés reside en su estructura geomorfológica, con un origen en que influyeron especialmente las corrientes de agua de la rambla de Algeciras y su cuenca sobre terrenos altamente erosivos.
Su fauna característica es de tipo estepario, con roedores y pequeños mamíferos y su flora es la propia de estepas yesosas como la Gypsophiletalia, o de las formaciones subestépicas de gramíneas y anuales, como Thero-Brachypodietea.

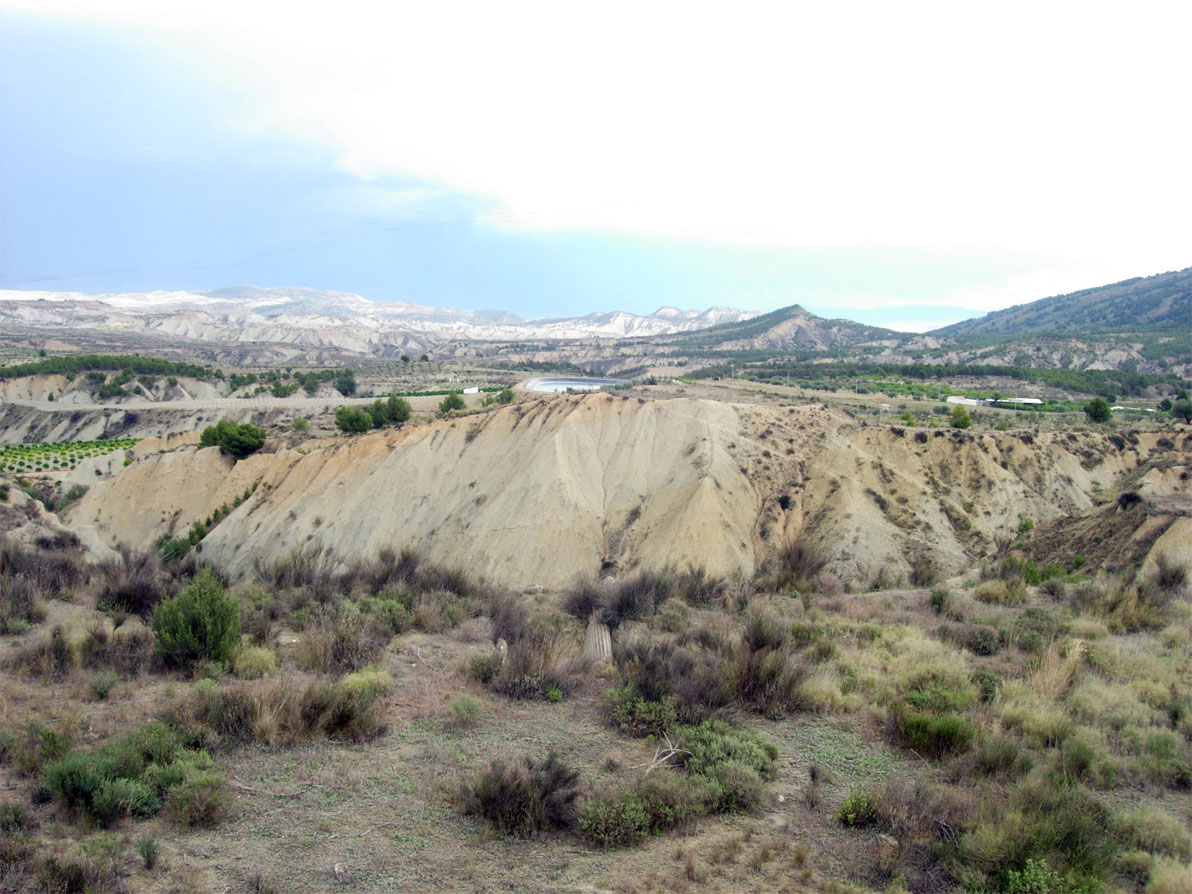
Detalle de las formaciones erosivas de los Barrancos de Gebas